# Cake Boss
Cake boss (Cake Boss en Hispanoamérica y El rey de las tartas en España), es un programa de televisión estadounidense transmitido por TLC desde 2009 hasta la actualidad. El programa sigue el funcionamiento de Carlo's Bake Shop, una pastelería familiar ubicada en Hoboken, Nueva Jersey que es propiedad de los hermanos Buddy Valastro, Lisa Valastro, Maddalena Castano, Grace Faugno y Mary Sciarrone. Cake Boss se centra en cómo hacen sus pasteles que son considerados como obras de arte comestibles y las relaciones interpersonales, entre los diversos miembros de la familia y otros empleados que trabajan en la tienda.
La primera temporada de Cake Boss se estrenó el 19 de abril de 2009 y le siguieron cuatro ciclos adicionales, estrenándose el 26 de octubre de 2009, el 31 de mayo de 2010 y regresando en octubre, el 31 de enero de 2011 (regresando en septiembre) y el 28 de mayo de 2012, respectivamente. La sexta temporada de la serie debutó el lunes 27 de mayo de 2013 a las 9pm ET; la segunda parte de la sexta temporada comenzó a transmitirse el 30 de diciembre de 2013. La séptima temporada se estrenó en vivo el 8 de septiembre de 2015.
El 26 de enero de 2015, Cake Boss se renovó por dos temporadas adicionales. TLC ha anunciado que los nuevos episodios comenzarán a transmitirse el 8 de septiembre de 2015. La décima temporada se estrenó el 30 de septiembre de 2017..

## Episodios y lanzamientos
| Temporada | Temporada | Episodios | Estrenos                 | Estrenos                 |
| Temporada | Temporada | Episodios | Inicio                   | Final                    |
| --------- | --------- | --------- | ------------------------ | ------------------------ |
|           | 1         | 13        | 18 de abril de 2009      | 17 de agosto de 2009     |
|           | 2         | 18        | 26 de octubre de 2009    | 22 de febrero de 2010    |
|           | 3         | 24        | 31 de mayo de 2010       | 29 de noviembre de 2010  |
|           | 4         | 38        | 31 de enero de 2011      | 30 de enero de 2012      |
|           | 5         | 30        | 28 de mayo de 2012       | 18 de febredo de 2013    |
|           | 6         | 28        | 27 de mayo de 2013       | 24 de febrero de 2014    |
|           | 7         | 19        | 8 de septiembre de 2015  | 17 de noviembre de 2015  |
|           | 8         | 30        | 23 de agosto de 2016     | 11 de enero de 2017      |
|           | 9         | 20        | 17 de marzo de 2017      | 20 de septiembre de 2017 |
|           | 10        | 16        | 30 de septiembre de 2017 | 2 de diciembre de 2017   |
|           | 11        | TBA       | TBA                      | TBA                      |

## Elenco
| Actual Elenco                       | Notas                                                          | Temporadas | Temporadas | Temporadas | Temporadas | Temporadas | Temporadas | Temporadas | Temporadas | Temporadas | Temporadas | Temporadas |
| Actual Elenco                       | Notas                                                          | 1          | 2          | 3          | 4          | 5          | 6          | 7          | 8          | 9          | 10         |            |
| ----------------------------------- | -------------------------------------------------------------- | ---------- | ---------- | ---------- | ---------- | ---------- | ---------- | ---------- | ---------- | ---------- | ---------- | ---------- |
| Bartolo "Buddy" Valastro            | Jefe y repostero                                               | Principal  | Principal  | Principal  | Principal  | Principal  | Principal  | Principal  | Principal  | Principal  | Principal  |            |
| Mauro Castano                       | Repostero                                                      | Principal  | Principal  | Principal  | Principal  | Principal  | Principal  | Principal  | Principal  | Principal  | Principal  |            |
| Joseph "Joey" Faugno                | Panadero                                                       | Principal  | Principal  | Principal  | Principal  | Principal  | Principal  | Principal  | Principal  | Principal  | Principal  |            |
| Frank "Frankie" Amato               | Decorador de pasteles                                          | Principal  | Principal  | Principal  | Principal  | Principal  | Principal  | Principal  | Principal  | Principal  | Principal  |            |
| Danny Dragone                       | Empleado                                                       | Principal  | Principal  | Principal  | Principal  | Principal  | Principal  | Principal  | Principal  | Principal  | Principal  |            |
| Grace Faugno                        | Hermana de Buddy/Gerente                                       | Principal  | Principal  | Principal  | Principal  | Principal  | Principal  | Principal  | Principal  | Principal  | Principal  |            |
| Maddalena Castano                   | Hermana de Buddy/Administradora                                | Principal  | Principal  | Principal  | Principal  | Principal  | Principal  | Principal  | Principal  | Principal  | Principal  |            |
| Mary Sciarrone                      | Hermana de Buddy/Atención al cliente                           | Principal  | Principal  | Principal  | Principal  | Principal  | Principal  | Principal  | Principal  | Principal  | Principal  |            |
| Lisa González                       | Hermana de Buddy/Administradora                                | Principal  | Principal  | Principal  | Principal  | Principal  | Principal  | Principal  | Principal  | Principal  | Principal  |            |
| Maurizio Belgiovine                 | Repostero                                                      | Principal  | Principal  | Principal  | Principal  | Principal  | Principal  | Principal  | Principal  | Principal  | Principal  |            |
| Ralph "Ralphie Boy" Attanasia III   | Escultor                                                       | Principal  | Principal  | Principal  | Principal  | Principal  | Principal  | Principal  | Principal  | Principal  | Principal  |            |
| Elisabetta "Lisa" Valastro          | Esposa de Buddy                                                | Recurrente | Recurrente | Recurrente | Recurrente | Recurrente | Recurrente | Recurrente | Recurrente | Recurrente | Recurrente |            |
| Marissa López                       | El desafío de Buddy (ganadora 2 temporada) Repostera y gerente |            |            |            |            | Principal  | Principal  | Principal  | Principal  | Principal  | Principal  |            |
| Antiguo elenco                      | Notas                                                          | Temporadas | Temporadas | Temporadas | Temporadas | Temporadas | Temporadas | Temporadas | Temporadas | Temporadas | Temporadas | Temporadas |
| Antiguo elenco                      | Notas                                                          | 1          | 2          | 3          | 4          | 5          | 6          | 7          | 8          | 9          | 10         |            |
| Anthony "Primo Anthony" Bellifemine | Panadero y repartidor                                          | Principal  | Principal  | Principal  | Principal  | Principal  | Principal  |            |            |            |            |            |
| Stephanie "Sunshine" Fernández      | Decoradora                                                     | Principal  | Principal  | Principal  | Principal  | Principal  |            |            |            |            |            |            |
| Daniella Storzillo                  | Escultora                                                      | Principal  | Principal  | Principal  |            |            |            |            |            |            |            |            |
| Remigio "Remy" González             | Repostero                                                      | Principal  | Principal  | Principal  |            |            |            |            |            |            |            |            |
| Mary Valastro Pinto✝                | Madre de Buddy                                                 | Principal  | Principal  | Recurrente | Recurrente | Recurrente | Recurrente | Recurrente | Recurrente | Recurrente |            |            |
| Salvatore "Sal" Picinich✝           | Repostero                                                      | Principal  | Principal  | Invitado   |            |            |            |            |            |            |            |            |
| Tony "Tone-Tone" Albanese           | Repostero                                                      | Principal  |            |            |            |            |            |            |            |            |            |            |
| Kevin "Stretch" Krand               | Repartidor                                                     | Recurrente |            |            |            |            |            |            |            |            |            |            |
| Dana Herbert                        | El desafío de Buddy (Ganador de la 1 temporada) Repostero      |            |            |            | Principal  | Principal  | Principal  | Principal  |            |            |            |            |
| Ashley Holt                         | El desafío de Buddy (Ganadora 3 temporada) Repostera           |            |            |            |            |            | Principal  | Principal  |            |            |            |            |
| Paul Conti                          | El desafío de Buddy (participante 3 temporada) Repostero       |            |            |            |            |            | Recurrente |            |            |            |            |            |
| Chad Durkin                         | El desafío de Buddy (participante 3 temporada) Repostero       |            |            |            |            |            |            | Principal  | Principal  |            |            |            |

## Recepción

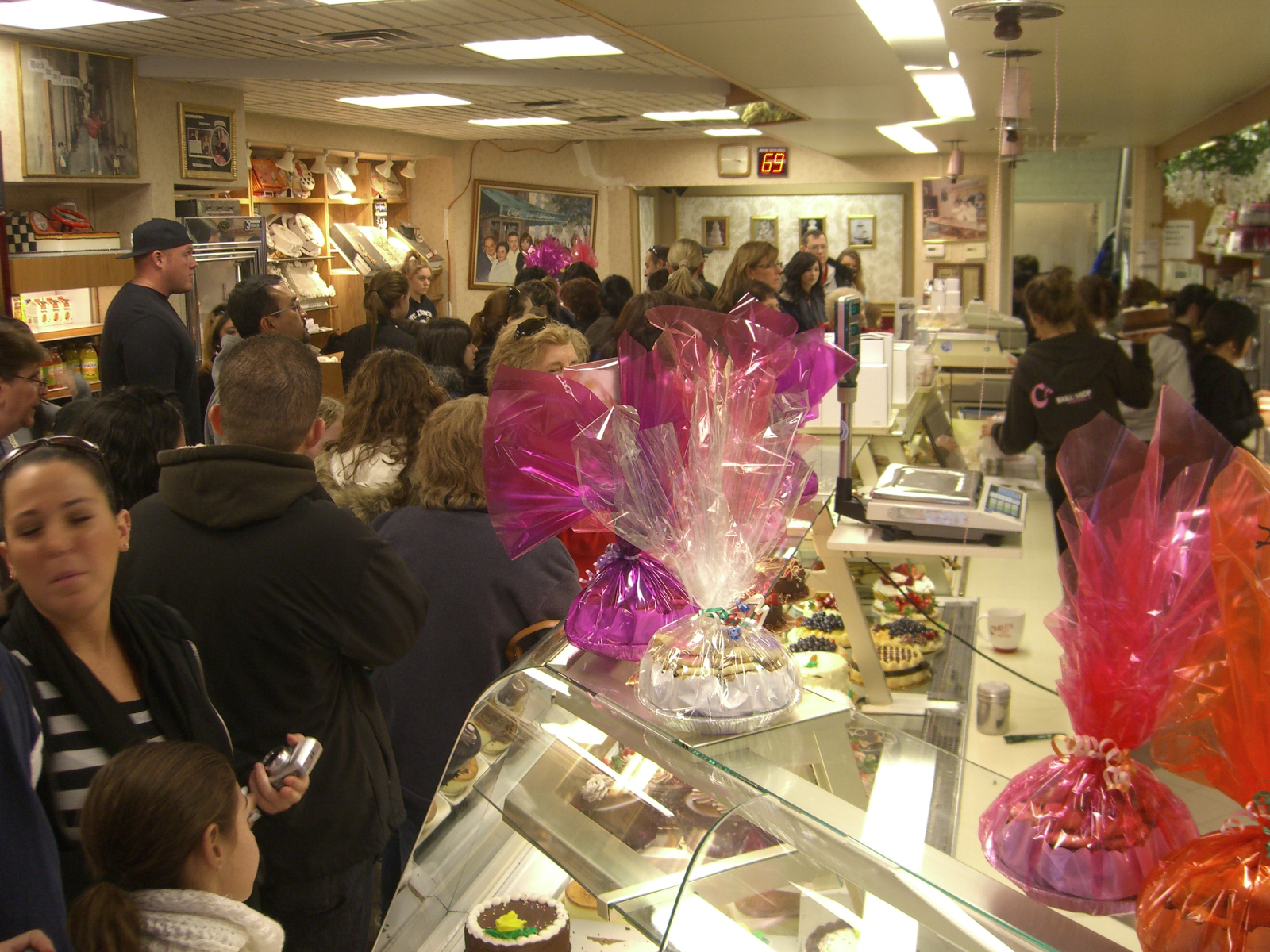
El interior de la pastelería Carlo's Bake Shop durante las vacaciones de Buddy.

La popularidad de la serie ha dado lugar al incremento del negocio para la pastelería Carlo, y al aumento del turismo en la zona de Hoboken. Debido a la popularidad de la serie, la pastelería Carlo se ha convertido en una atracción turística, con colas para entrar a la panadería, que a menudo se extiende hasta la esquina. En 2010, Hoboken rebautizado la esquina de la calle Washington Street Newark y al "Camino Bakery Carlo" en homenaje al centenario de la panadería.

## Legado
El 2 de noviembre de 2010, un libro desarrollado por Buddy Valastro, llamado "The Cake Boss: Histories and Cakes of my family", que se basa en la serie, fue lanzado al mercado. Publicado por un promotor de libros en la celebración del 100 aniversario de Carlo's Bake Shop, el libro presenta la historia y las historias de la familia Valastro y la pastelería , junto con las recetas familiares.
El éxito de Cake Boss ha dado lugar a una serie spin-off de la competencia organizada por Valastro, llamada Next Great Baker, en la que la gente compite para ganar un premio superior, otros valiosos premios, y un aprendizaje en la panadería de Carlo. La primera temporada del programa fue visto por TLC 6 de diciembre de 2010 el 24 de enero de 2011, con una segunda temporada televisada 28 de noviembre de 2011 a 30 de enero de 2012.
Otra serie spin-off, llamada Kitchen Boss, que debutó 25 de enero de 2011. Esta serie, que se ve durante la semana, las características Valastro presentando recetas de su familia, así como invitados especiales, entre ellos los miembros de su propia familia

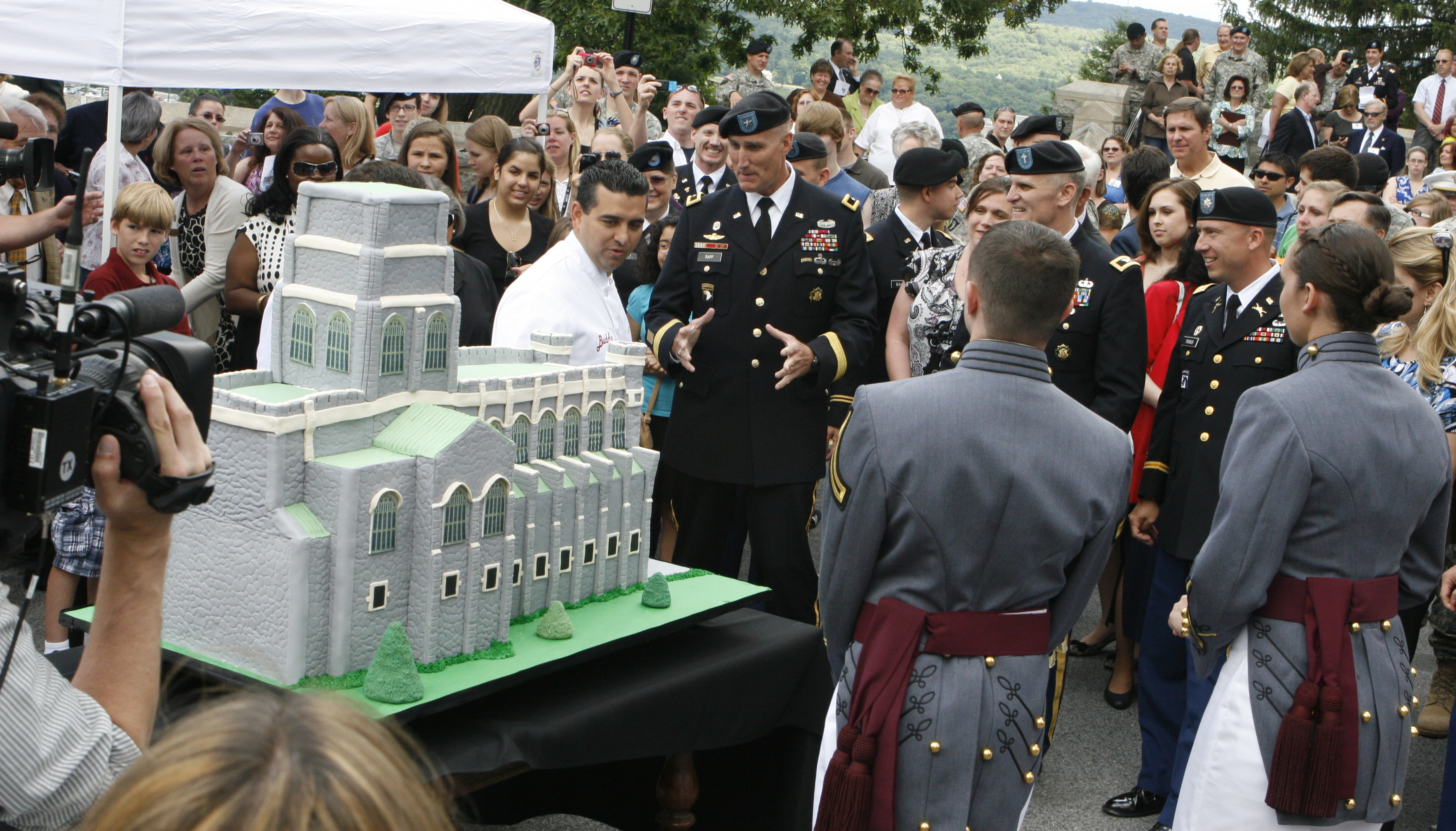
Buddy Valastro entregando un pastel en la temporada 3.

Derivada de la serie anterior, se estrenó "Desafío de Buddy Latinoamérica", dirigida por el Chef mexicano Oropeza, en donde colombianos, mexicanos y argentinos compiten por una bolsa de 50 mil dólares. En el programa, se invita a reconocidos chefs latinoamericamos. El programa dio inicio el 28 de octubre de 2014.

## Controversia legal
En julio de 2010, Masters Software, Inc., de Cedar Park, Texas, obtuvo una medida cautelar que prohibía a la cadena de televisión que lo transmitía llamar a su espectáculo "Cake Boss". Desde 2006, la compañía ha operado el nombre de dominio cakeboss.com, y desde 2007, ha vendido un programa de gestión de panadería llamado Cake Boss. La demanda alega que Discovery Communications LLC infringe con su marca al causar confusión entre los clientes y proveedores. Finalmente, en octubre de 2010, Masters Software y Discovery Communications LLC alcanzaron un acuerdo, cuyos detalles no se hicieron públicos.